# Steen- en Kleiwarenfabriek Ouderzorg De Ridder
Steen- en Kleiwarenfabriek Ouderzorg – De Ridder was een steen- en kleiwarenfabriek in de Nederlandse gemeente Leiderdorp, op de oevers van de Oude Rijn aan de Van der Valk Boumanweg. De fabriek heeft bestaan van 1876 tot 1962.
Aan de overkant van de Oude Rijn lag op het Waardeiland de  Steenfabriek, later Glazuurfabriek “Canton”.

## Geschiedenis
Steen- en Kleiwarenfabriek Ouderzorg – De Ridder is oorspronkelijk opgericht in 1876 te Leiderdorp onder de naam: Steenplaats W. H. van Zanten Jr; deze naam bleef bestaan tot 1901. Daarna ging de naam tot 1942 over in N.V. Steen- Pannen- en Tegelfabriek. "Ouderzorg". In 1942 week de Eerste Nederlandsche Schoorsteenfabriek "De Ridder" uit naar het terrein van Ouderzorg in Leiderdorp. Hun oorspronkelijke fabriek in Oegstgeest moest op last van de bezetter worden afgebroken. De naam werd gewijzigd in C.V. Steenfabriek "Ouderzorg" De Ridder & Co. In 1954 werd de naam opnieuw veranderd in N.V. Steen- en Kleiwarenfabriek "Ouderzorg-De Ridder", en onder deze naam is de productie in 1962 beëindigd. De gemeente Leiderdorp heeft alle aandelen opgekocht en beëindigde de bedrijfsvoering. Het complete fabrieksterrein is opgenomen in het uitbreidingsplan. Het laatste kenmerk van de fabriek, een van de drie schoorstenen, werd in 1963 omvergehaald. Alleen een aantal straatnamen ter plaatse herinneren nog aan de voormalige steenfabriek, zoals Laan van Ouderzorg, Haaghuishof, Ovengaarde, Steengaarde enz. Verder staan er nu (2009) nog een paar oude bomen op de plaats waar eens de tuin was van de directeurswoning.
Steenfabriek "Canton" werd in 1903 opgericht door H.P.H. Viervant Tukker (11 aandelen) en P.E. Viervant Tukker (1 aandeel) Tot directeuren werden benoemd P. Viervant Tukker en K. Wesseling. In 1913 ging de fabriek verglaasde en onverglaasde siersteen produceren onder de naam N.V. Steenfabriek Oudenzorg (Canton). Van 1954 tot 1962 werd de naam van de fabriek: N.V. Steen- en Kleiwarenfabriek "Ouderzorg-De Ridder", Canton. De fabriek voerde onder meer ontwerpen van Julie Kropholler uit.

## Diverse productieprocessen op de fabriek
De naam van het bedrijf heette niet voor niets Steen- en Kleiwarenfabriek. Het was een bijzondere fabriek. Er werden handvormstenen gemaakt alsmede strengpersstenen en radiaalstenen voor de fabrieksschoorsteenbouw. De afdeling schoorsteenbouw kwam van De Ridder en die activiteit werd onder die naam voortgezet als een van de twee nog overgebleven schoorsteenbouwbedrijven in Nederland.
De steenfabriek was een arbeidsintensief bedrijf waar in de jaren 50 van de 20e eeuw 120 mensen actief waren in vaste dienst. Aanvankelijk bouwde men één oven, een zogenaamde zigzagoven, later werd er een tweede onder hetzelfde ovendak aan toegevoegd. In de jaren 50 werd een totaal nieuwe oven gebouwd, en wel een vlamoven. Bij de fabriek stonden drie schoorstenen variërend van 35 tot 45 meter hoog.
De beide zigzagovens werden van bovenaf met de hand gestookt, de vlamoven werd gestookt met automatische vulkacheltjes. Zoals gebruikelijk in die tijd hadden de ovens geen meet- of regelapparatuur; het stoken gebeurde op het zicht en was slechts weggelegd voor ervaren stokers die rekening moesten houden met alle weersomstandigheden in verband met de trek van de schoorstenen.
De fabriek beschikte over een aparte tegelmakerij, waarin plavuizen van diverse afmetingen werden gemaakt. Tevens was er een keramist aangesteld. Hij maakte siertegels, speciale keramische vazen en schalen, soms beelden en alle mogelijke andere keramische voorwerpen. Hij vervaardigde zelf de mallen van gips. In de meeste gevallen ging het om speciale opdrachten.
Op het fabrieksterrein bevonden zich voorts een timmerwerkplaats en een smederij. De timmerwerkplaats maakte vormbakken voor de handvormstenen en eventueel mallen voor speciale opdrachten. De smederij was er voor het maken van klimbeugels en klembanden voor de bouw van fabrieksschoorstenen.
Voor het handvormproces, zie handvormsteen
Naast de handvormtafels waren er twee strengpersen.
Voor het strengpers vormproces, zie: strengpers

## Machinekamer
Bij het persgebouw hoorde de machinekamer. Daarin stonden grote elektromotoren die ervoor zorgden dat de persen konden worden aangedreven. Vanuit de machinekamer staken assen door de muren. In het persgebouw zelf waren grote en kleine wielen gemonteerd waarover heen lederen drijfriemen liepen. Zo waren grote wielen nodig voor hogee snelheden en de kleine waren verbonden met de diverse aparte eenheden. Naargelang een bepaalde snelheid vereist was, waren er ook diverse grootten van wielen. Eén elektromotor kon dus een hele pers met alles wat daarbij hoorde in werking zetten. Ook liepen de riemen door tot in het gebouw waar de klei werd gestort en vermalen en omhoog gebracht werd. Dit alles geschiedde nog met behulp van drijfriemoverbrenging. Bij de machinekamer was ook een monteursruimte. Voor onderhoud van de persen (er waren er twee) waren twee monteurs nodig, omdat er veel technisch onderhoud aan de machines nodig was.

## Droogproces
Het drogen van de gevormde baksteen geschiedde in zogenaamde haaghuizen. Dat zijn open gebouwen waarin op rekken en planken stenen vanuit de pers en vanaf de vormbaktafels geplaatst worden. Doel is drogen door de wind, zonder aan de weersinvloeden te zijn blootgesteld.
Het platte, enigszins schuin gemaakte dak stak redelijk ver over en aan de regenzijde was ook nog eens een schuine dakrand gemonteerd, teneinde regeninslag te voorkomen. Dat was aan de zijde waar men niet in de rekken naar binnen kon lopen. Aan de andere zijde, waren de rekkenstellingen open en kon men naar binnen lopen. Die zijde was gevoelig voor inslag van slagregens. Er stonden dan ook lange rietmatrollen bij opgesteld, die uitgerold moesten worden als er slecht weer op komst was en het vermoeden bestond dat ook de wind aan de noordzijde van de haaghuizen zou staan.
De haaghuizen waren voorbewerkt met hoge houten rekken in de noord-zuid richting. De bedoeling was om op de rekken dikke planken te leggen waarop weer dunnere planken in de andere richting kwamen te liggen, waarop de verse stenen stonden. Het was een arbeidsintensief werk om de stenen te drogen te zetten. De haaghuizen hadden als voordeel dat er veel stenen per oppervlakte-eenheid konden worden gedroogd.

## Transportband
Over een groot deel van het fabrieksterrein was een transportband geplaatst voor het vervoer van de natte en droge stenen van en naar de haaghuizen achter op het terrein. Er was een klein gebouwtje centraal geplaatst en dat was een soort verdeelcentrum om de band in de juiste richting te leiden. De band bestond uit een enorme lange oneindige ketting waaraan op vaste afstanden draagbakken hingen waarop de stenen werden geplaatst. De band werd op langzame loopsnelheid door een enorme elektromotor voortbewogen. De band was afgedekt met een overkapping om weersinvloeden buiten te sluiten. Zo liep de band van de pers naar de haaghuizen achter op het terrein. Op kruispunten stonden grote installaties met enorme wielen om de ketting van richting te doen veranderen. De band was zo lang, dat het circa 45 minuten duurde voor dat deze helemaal over een groot deel van het fabrieksterrein rond was gegaan.